# Tour della nazionale maschile di rugby a 15 dell'Australia 1979
Nel 1979 la nazionale di Rugby Union dell'Australia visitò l'Argentina per una serie di incontri, cinque contro club o selezioni provinciali e due test-match ufficiali contro l'Argentina.
Disputò 7 match vincendo tutti i match contro club e selezioni e pareggiando la serie (una vittoria a testa) con la nazionale argentina.
Due mesi prima l'Australia aveva battuto la Nuova Zelanda 12-6 a Sydney e quindi la vittoria dell'Argentina nel primo test ebbe molto rilievo.
Nel corso dell'anno l'Argentina aveva a sua volta visitato la Nuova Zelanda (due sconfitte onorevoli contro gli All Blacks, e con una seconda squadra vinto agevolmente il campionato sudamericano. Era guidata in campo dal grande Hugo Porta, da molti considerato il più grande mediano di apertura al mondo, ed era sostanzialmente la squadra che nel 1978 aveva pareggiato a Twickenham contro l'Inghilterra.
L'Australia nel 1979 aveva sì battuto gli All Blacks, ma anche perso due match in casa con l'Irlanda in occasione del tour della squadra europea.

## Risultati
Sistema di punteggio: meta = 4 punti, Trasformazione=2 punti .Punizione =  3 punti. drop = 3 punti. 
| Arbitro: | Ángel Garrido |

|                                                                         |           |                                                                   |
| mete: meta tecnica, trasf.: Loffreda c.p.: Loffreda Drop: Sainz Trápaga | Marcatori | mete: O´Connor, Moon, Crowe trasf.: P. Nic Lean c.p.: P. Nic Lean |

| Arbitro: | Bruno Bertelli |

|                                                              |           |                                                                                      |
| mete: Basile trasf.: Virgolin c.p.: Virgolin Drop: Rodríguez | Marcatori | mete: Crowe 2, Ella, Loane P. Mc Lean, Batch Gould, Cox trasf.: Giould 6 Drop: Ella, |

| Arbitro: | Ricardo Colombo |

|                                      |           |                                                       |
| mete: Pucci trasf.: G. Beccar Varela | Marcatori | mete: Cox, Shaw O'Connor, Batch trasf.: P. Mc. Lean 3 |

| Arbitro: | Roberto Magnani |

|                                                    |           |                                                            |
| mete: Tallo, Basilisco trasf.: Baetti c.p.: Baetti | Marcatori | mete: Crowe 2, O´Connors ' c.p.: O'Connors 2 Drop: melrose |

| Arbitro: | Steve Strydom |

| |            | |
| mete: Madero 2 trasf.: Hugo Porta 2 c.p.: Hugo Porta Drop: Hugo Porta 3 | Marcatori  | mete: Crowe c.p.: P. Mc Lean 2 Drop: Melrose |
| 15.Martin Sansot 14.Marcelo Campo, 11.Adolfo Cappelletti 13.Rafael Madero, 12.Marcelo Loffreda 10.Hugo Porta (c), 9.Tomas Landajo 8.H. Silva, 7.T. Petersen, 6.G. Travaglini 5.Marcos Iachetti, 4.Alejandro Iachetti 3.Fernando Morel, 2.Al. Cubelli, 1.Topo Rodriguez sostituti: 16.Eduardo Sanguinetti | Formazioni | 15.Paul McLean 14.Phil Crowe, 11.Brendan Moon 13.Michael O'Connor, 12.Andrew Slack 10.Tony Melrose, 9.Phillip Cox 8.Mark Loane (c), 7.G. Cornelsen, 6.Andy Stewart 5.Tony Shaw, 4.Peter McLean 3.Buddha Handy, 2.P. Horton, 1.Stan Pilecki |

| Arbitro: | Felipe Ferrari |

|                |           |                                                                                     |
| mete: Antonini | Marcatori | mete: Show 2, Moon 2 Melrose, O´Connors trasf.: Melrose 4 O'Connors c.p.: Melrose 3 |

| Arbitro: | Steve Strydom |

| |            | |
| mete: Petersen trasf.: Hugo Porta c.p.: Hugo Porta Drop: Hugo Porta | Marcatori  | mete: Moon 2, Batch trasf.: P. Mc Lean c.p.: P. Mc Lean |
| 15.Martin Sansot 14.Marcelo Campo, 11.Adolfo Cappelletti 13.Rafael Madero, 12.Marcelo Loffreda 10.Hugo Porta (c), 9.Tomas Landajo 8.Hector Silva, 7.Tomas Petersen, 6.Gabriel Travaglini 5.Marco Iachetti, 4.Alejandro Iachetti 3.Fernando Morel, 2.Alejandro Cubelli, 1.Topo Rodriguez | Formazioni | 15.Paul McLean 14.Paddy Batch, 11.Brendan Moon 13.Michael O'Connor, 12.Andrew Slack 10.Tony Melrose, 9.Phillip Cox 8.Mark Loane (c), 7.Greg Cornelsen, 6.Andy Stewart 5.Tony Shaw, 4.Peter McLean 3.Buddha Handy, 2.Bill Ross, 1.Stan Pilecki |